# Robert Schumanmedaljen
Robert Schumanmedaljen är ett pris som delas ut till flera personer årligen av Europeiska folkpartiets grupp (kristdemokrater) i Europaparlamentet sedan 1986. Medaljen är namngiven efter Robert Schuman.

## Lista över personer som tilldelats Robert Schumanmedaljen
| Namn                                         | Datum             |
| -------------------------------------------- | ----------------- |
| E.M.J.A. Sassen                              | 8 juli 1986       |
| Alain Poher                                  | 8 juli 1986       |
| Hans-August Lücker                           | 8 juli 1986       |
| Alfred Bertrand                              | 8 juli 1986       |
| Paolo Barbi                                  | 8 juli 1986       |
| Pierre Pflimlin                              | 8 juli 1986       |
| Leo Tindemans                                | 8 juli 1986       |
| Emilio Colombo                               | 8 juli 1986       |
| Helmut Kohl                                  | 8 juli 1986       |
| Jacques Santer                               | 8 juli 1986       |
| Konstantinos Mitsotakis                      | 23 september 1986 |
| Konstantinos Karamanlis                      | 23 september 1986 |
| Willem Vergeer                               | 18 februari 1987  |
| Giulio Andreotti                             | 2 mars 1987       |
| Flaminio Piccoli                             | 4 mars 1987       |
| Mariano Rumor                                | 24 mars 1987      |
| Piet Bukman                                  | 1 april 1987      |
| Karl-Josef Hahn                              | 10 april 1987     |
| Miquel Coll I Alentorn                       | 9 maj 1987        |
| Bruno Heck                                   | 2 juli 1987       |
| Pierre Werner                                | 2 juli 1987       |
| Kai-Uwe von Hassel                           | 11 februari 1988  |
| Francesco Cosentino                          | 13 december 1988  |
| Lorenzo Natali                               | 13 december 1988  |
| Peter Sutherland                             | 13 december 1988  |
| Karlheinz Narjes                             | 13 december 1988  |
| Nicolas Mosar                                | 13 december 1988  |
| Lord Plumb                                   | 24 juli 1989      |
| Johanna Maij-Weggen                          | 1 maj 1990        |
| Jean-Claude Juncker                          | 8 juli 1991       |
| Norbert Schmelzer                            | 8 juli 1991       |
| Ruud Lubbers                                 | 11 december 1991  |
| Egon A. Klepsch                              | 14 januari 1992   |
| Valéry Giscard d'Estaing                     | 13 juli 1993      |
| Filippo Maria Pandolfi                       | 8 september 1993  |
| Jean Dondelinger                             | 8 september 1993  |
| Frans Andriessen                             | 8 september 1993  |
| Abel Matutes Juan                            | 13 december 1994  |
| Raniero Vanni d'Aarchirafi                   | 13 december 1994  |
| Peter Schmidhuber                            | 13 december 1994  |
| Ioannis Paleokrassas                         | 13 december 1994  |
| René Streichen                               | 13 december 1994  |
| Jacques Delors                               | 18 januari 1995   |
| Manuel García Amigo                          | 27 mars 1995      |
| Menelaos Hadjigeorgiou                       | 27 mars 1995      |
| Horst Langes                                 | 27 mars 1995      |
| Ferruccio Pisoni                             | 27 mars 1995      |
| Rudolf Luster                                | 15 maj 1995       |
| Günter Rinsche                               | 13 juli 1995      |
| Hans-Gert Pöttering                          | 15 september 1995 |
| Margaretha af Ugglas                         | 3 oktober 1995    |
| Carlos Robles Piquer                         | 3 oktober 1995    |
| Georgios Anastassopoulos                     | 3 oktober 1995    |
| José Maria Gil-Robles Gil-Delgado            | 3 oktober 1995    |
| Antonio Graziani                             | 3 oktober 1995    |
| Nicolas Estgen                               | 3 oktober 1995    |
| Lord Kingsland                               | 3 oktober 1995    |
| Otto Bardong                                 | 3 oktober 1995    |
| Wilfried Martens                             | 7 november 1995   |
| Efthimios Christodoulou                      | 30 april 1996     |
| Miltiades Evert                              | 30 april 1996     |
| Panayotis Lambrias                           | 30 april 1996     |
| Siegbert Alber                               | 27 juli 1996      |
| Edward Heath                                 | 17 september 1996 |
| John Bruton                                  | 14 januari 1997   |
| Hans von der Groeben                         | 14 maj 1997       |
| Manuel Fraga Iribarne                        | 27 augusti 1997   |
| Gerardo Fernández Albor                      | 16 september 1997 |
| Franjo Komarica                              | 16 december 1997  |
| Ursula Schleicher                            | 15 maj 1998       |
| Anibal Cavaco Silva                          | 8 juli 1998       |
| Poul Schlüter                                | 13 april 1999     |
| Radio B92, Belgrad (mottaget av Veran Matić) | 14 december 1999  |
| Martin M.C. Lee                              | 18 januari 2000   |
| Libet Werhahn-Adenauer                       | 1 december 2000   |
| Elena Bonner                                 | 3 april 2001      |
| Karl von Wogau                               | 14 november 2001  |
| Nicole Fontaine                              | 15 januari 2002   |
| Ingo Friedrich                               | 26 januari 2002   |
| Wladylaw Bartoszewski                        | 26 februari 2002  |
| José Maria Aznar                             | 1 juli 2002       |
| Hans van den Broek                           | 2 november 2002   |
| Wim van Velzen                               | 15 januari 2003   |
| Bendt Bendtsen                               | 24 juni 2003      |
| Anders Fogh Rasmussen                        | 24 juni 2003      |
| Bertel Haarder                               | 24 juni 2003      |
| Per Stig Møller                              | 24 juni 2003      |
| Lord Bethell                                 | 21 oktober 2003   |
| John Joseph McCartin                         | 6 juli 2004       |
| Franz Fischler                               | 26 oktober 2004   |
| Loyola de Palacio                            | 26 oktober 2004   |
| Chris Patten                                 | 26 oktober 2004   |
| Mario Monti                                  | 26 oktober 2004   |
| Viviane Reding                               | 26 oktober 2004   |
| Påve Johannes Paulus II                      | 30 november 2004  |
| Natalja Estemirova                           | 13 januari 2005   |
| Sergej Kovalev                               | 13 januari 2005   |
| Erwin Teufel                                 | 19 januari 2005   |
| Tadeusz Mazowiecki                           | 16 februari 2005  |
| Wolfgang Schäuble                            | 29 juni 2005      |
| Michel Barner                                | 6 december 2005   |
| Vytautas Landsbergis                         | 13 december 2005  |
| Tunne Kelam                                  | 4 juli 2006       |
| Angela Merkel                                | 27 juni 2007      |
| Guido de Marco                               | 4 juli 2007       |
| Marianne Thyssen                             | 30 juni 2009      |
| Jaime Mayor Oreja                            | 30 juni 2009      |
| Hartmut Nassauer                             | 30 juni 2009      |
| João de Deus Pinheiro                        | 30 juni 2009      |
| Ioannis Varvitsiotis                         | 30 juni 2009      |
| José Manuel Barroso                          | 30 juni 2009      |
| Jacques Barrot                               | 30 juni 2009      |
| László Tőkés                                 | 16 december 2009  |
| Alberto João Jardim                          | 13 oktober 2010   |
| Pietro Adonnino                              | 4 maj 2011        |
| Peter Hintze                                 | 19 januari 2012   |
| Íñigo Méndez de Vigo                         | 8 mars 2012       |
| Edward Fenech Adami                          | 27 maj 2012       |

## Lista över personer som tilldelats Robert Schumanmedaljenpostumt
| Namn                          | Datum           |
| ----------------------------- | --------------- |
| Adelino Amaro da Costa        | 25 juni 1987    |
| Guido Gonella                 | 4 mars 1988     |
| Alberto Ghergo                | 4 mars 1988     |
| Angelo Narducci               | 4 mars 1988     |
| Mario Sassano                 | 4 mars 1988     |
| Heinrich Aigner               | 12 april 1988   |
| Bernhard Sälzer               | 28 juni 1993    |
| Lorenzo de Vitto              | 28 juni 1993    |
| Francisco António Lucas Pires | 5 februari 1999 |